# 2,5-Diméthoxy-4-méthylamphétamine
Pour les articles homonymes, voir DOM.
La 2,5-diméthoxy-4-méthylamphétamine ou DOM (pour 2,5-diméthoxy-4-méthylamphétamine) ou encore STP pour sérénité-tranquillité-paix est une drogue hallucinogène psychédélique de la classe des phényléthylamines, parfois utilisée comme enthéogène.

## Historique
Le DOM est synthétisé pour la première fois en 1963 par Alexander Shulgin. En 1967, Nick Sand, icône américaine de la communauté psychédélique et qui s'est rendu compte du potentiel commercial du DOM, construit un laboratoire industriel à San Francisco et vend des doses aux motards des Hells Angels.
Durant l'été 1967 du Summer of Love, des Hells Angels distribuent gratuitement dans les rues de San Francisco des tablettes de STP initialement dosées à 20 mg. Les consommateurs, habitués aux drogues à action rapide, pensaient qu'il s'agissait de faibles doses de LSD, ce qui conduisit à des surdosages sérieux. De nombreuses hospitalisations feront suite à cette distribution.
Le DOM est inscrit au Tableau I de la convention sur les substances psychotropes de 1971.

## Chimie
Le DOM a un centre stéréogène et possède donc deux énantiomères. Le (R)-DOM est la forme la plus active.

## Effets
Dans son livre PiHKAL (Phénéthylamines que j'ai connues et aimées), Shulgin indique un dosage psychédélique de 3 à 10 mg. L'absorption se fait par voie orale.
À faibles doses (1 à 2 mg), il est légèrement euphorisant et psychostimulant.
À doses plus élevées (plus de 5 mg), il induit un état hallucinatoire (illusions, hallucinations, distorsion).
Les effets durent de 8 à 24 heures pour une dose de 5 mg.
Outre les effets psychédéliques, les effets physiques peuvent être crispation de la mâchoire, nausées, vomissements, hyperthermie, hypertension artérielle.
Les études cliniques ont mis en évidence l'apparition d'une accoutumance en trois jours.
Comme tout produit psychédélique, son usage peut générer des bad trips.